# Arno Schäfer
Arno Schäfer (* 31. August 1954 in Winnenden) ist ein ehemaliger deutscher Fußballspieler.
Er spielte bereits in der Jugend für den VfB Stuttgart. Im Sommer 1973 stieß er zur ersten Mannschaft des Vereins. Von 1973 bis 1979 bestritt der Abwehrspieler insgesamt 85 Meisterschaftsspiele für die Schwaben. Nachdem er in der Saison 1979/80 zu keinem Einsatz in der Profimannschaft mehr gekommen war, spielte er fortan für die Amateure des VfB.

## Erfolge
- Deutscher Vizemeister A-Jugend 1971/1972
- Deutscher Meister A-Jugend 1972/1973
- Halbfinale UEFA-Cup 1973/1974
- Meister der 2. Bundesliga Süd 1976/77
- Deutscher Amateurmeister 1979/1980